# Чемпіонат світу з санного спорту
Чемпіонат світу з санного спорту - міжнародний турнір з  санного спорту, що проводиться з 1955 року  Міжнародною федерацією санного спорту. Чемпіонати проводяться в ті роки, коли немає зимових Олімпійських ігор, заїзди проходять на штучних трасах, у той час як для природних трас існує  окремий турнір, що діє з 1979 року. Спочатку програма чемпіонату складалася з трьох дисциплін: чоловічі одиночні заїзди, жіночі одиночні заїзди і чоловічі двійки, але в 1989 році сюди також були включені змагання змішаних команд (шість чоловік від однієї країни, з 1999 року - чотири особи). У 2008 році ця загальна дисципліна змінилася естафетою.
Станом на 2010 рік беззастережно лідирує збірна  Німеччини, у якої, якщо скласти також перемоги ФРН і НДР, в загальній складності виграно 215 комплектів нагород. Друге місце займає Австрія (74 медалі), третє - Італія (54 медалі). 

## Одиночки (чоловіки)
| Рік і місце проведення   | Золото             | Сріблро               | Бронза             |
| ------------------------ | ------------------ | --------------------- | ------------------ |
| 1955 Осло                | Антон Сальвесен    | Йозеф Талер           | Йозеф Іссер        |
| 1957 Давос               | Ганс Шаллер        | Ріхард Торріані       | Еріх Рафль         |
| 1958 Криниця             | Єжи Войнар         | Ришард Пендрак-Янович | Райнхольд Фрош     |
| 1959 Війяр-де-Лан        | Герберт Талер      | Йозеф Файштмантль     | Давид Мородер      |
| 1960 Гарміш-Партенкірхен | Гельмут Берндт     | Райнхольд Фрош        | Ганс Пленк         |
| 1961 Гіренбад            | Єжи Войнар         | Ханс Пленк            | Райнхольд Зенн     |
| 1962 Криниця             | Томас Келер        | Єжи Войнар            | Йохен Аше          |
| 1963 Імст                | Фріц Нахман        | Ханс Пленк            | Клаус Бонзак       |
| 1965 Давос               | Ханс Пленк         | Мечислав Павелкевіч   | Еріх Грабер        |
| 1967 Хаммарстранд        | Томас Келер        | Клаус Бонзак          | Йозеф Файштмантль  |
| 1969 Кенігсзее           | Йозеф Файштмантль  | Манфред Шмід          | Вольфганг Шайдель  |
| 1970 Кенігсзее           | Йозеф Фендт        | Йозеф Файштмантль     | Вольфганг Шайдель  |
| 1971 Вальдаора           | Карл Бруннер       | Леонард Нагенрауфт    | Йозеф Файштмантль  |
| 1973 Оберхоф             | Ханс Рінн          | Вольфрам Фідлер       | Харальд Еріх       |
| 1974 Кенігсзее           | Йозеф Фендт        | Ханс Рінн             | Хорст Мюллер       |
| 1975 Хаммарстранд        | Вольфрам Фідлер    | Манфред Шмід          | Харальд Еріх       |
| 1977 Ігльс               | Ханс Рінн          | Хорст Мюллер          | Антон Вінклер      |
| 1978 Імст                | Пауль Хільдгартнер | Антон Вінклер         | Манфред Шмід       |
| 1979 Кенігсзее           | Детлеф Гюнтер      | Карл Бруннер          | Пауль Хільдгартнер |
| 1981 Хаммарстранд        | Сергій Данилін     | Вальтер               | Ернст Хаспінгер    |
| 1983 Лейк-Плесід         | Мирослав Зайонц    | Сергій Данілін        | Пауль Хільдгартнер |
| 1985 Оберхоф             | Міхаель Вальтер    | Йорг Хофман           | Єнс Мюллер         |
| 1987 Ігльс               | Маркус Прок        | Єнс Мюллер            | Сергій Данілін     |
| 1989 Вінтерберг          | Георг Хакль        | Єнс Мюллер            | Йоханнес Шеттель   |
| 1990 Калгарі             | Георг Хакль        | Маркус Прок           | Єнс Мюллер         |
| 1991 Вінтерберг          | Арнольд Хубер      | Георг Хакль           | Маркус Прок        |
| 1993 Калгарі             | Уендел Сако        | Георг Хакль           | Вільфрід Хубер     |
| 1995 Ліллехаммер         | Армін Цеггелер     | Георг Хакль           | Маркус Прок        |
| 1996 Альтенберг          | Маркус Прок        | Георг Хакль           | Єнс Мюллер         |
| 1997 Ігльс               | Георг Хакль        | Маркус Прок           | Герхард Гляйршер   |
| 1999 Кенігсзее           | Армін Цеггелер     | Єнс Мюллер            | Норберт Хубер      |
| 2000 Санкт-Моріц         | Єнс Мюллер         | Армін Цеггелер        | Георг Хакль        |
| 2001 Калгарі             | Армін Цеггелер     | Георг Хакль           | Маркус Прок        |
| 2003 Сигулда             | Армін Цеггелер     | Мартіньш Рубеніс      | Райнер Марграйтер  |
| 2004 Нагано              | Давид Меллер       | Георг Хакль           | Мартіньш Рубеніс   |
| 2005 Парк-Сіті           | Армін Цеггелер     | Георг Хакль           | Давид Меллер       |
| 2007 Ігльс               | Давид Меллер       | Армін Цеггелер        | Ян Айхгорн         |
| 2008 Оберхоф             | Фелікс Лох         | Давид Меллер          | Анді Лангенган     |
| 2009 Лейк-Плесід         | Фелікс Лох         | Армін Цеггелер        | Даніель Пфістер    |
| 2011 Чезано              | Армін Цеггелер     | Фелікс Лох            | Анді Лангенган     |

## Одиночки (жінки)
| Рік і місце проведення   | Золото               | Срібло               | Бронза                 |
| ------------------------ | -------------------- | -------------------- | ---------------------- |
| 1955 Осло                | Карла Кінцль         | Марія Іссер          | Маріанна Бауер         |
| 1957 Давос               | Марія Іссер          | Хельга Мюллер        | Бригіта Фінк           |
| 1958 Криниця             | Марія Семчішак       | Гелена Беттхер       | Барбара Горгони        |
| 1959 Війяр-де-Лан        | Еллі Лібер           | Марія Іссер          | Агнес Нойерер          |
| 1960 Гарміш-Партенкірхен | Марія Іссер          | Ханнелоре Поссмозер  | Еріка Ляйтнер          |
| 1961 Гіренбад            | Елізабет Нагель      | Маріанна Вінклер     | Гелена Турнер          |
| 1962 Криниця             | Ільзе Гайслер        | Герда Різер-Цегнар   | Данута Нич             |
| 1963 Імст                | Ільзе Гайслер        | Хелена Турнер        | Яніна Сущевська        |
| 1965 Давос               | Ортрун Ендерляйн     | Петра Тірлім         | Ільзе Гайслер          |
| 1967 Хаммарстранд        | Ортрун Ендерляйн     | Петра Тірлім         | Хелена Турнер          |
| 1969 Кенігсзее           | Петра Тірлім         | Анна-Марія Мюллер    | Кріста Шмук            |
| 1970 Кенігсзее           | Барбара Пєха         | Кріста Шмук          | Елізабет Демляйтнер    |
| 1971 Вальдаора           | Елізабет Демляйтнер  | Еріка Лехнер         | Барбара Пєха           |
| 1973 Оберхоф             | Маргіт Шуман         | Уте Рюрольд          | Єва-Марія Верніке      |
| 1974 Кенігсзее           | Маргіт Шуман         | Елізабет Демляйтнер  | Уте Рюрольд            |
| 1975 Хаммарстранд        | Маргіт Шуман         | Уте Рюрольд          | Дана Спаленска         |
| 1977 Ігльс               | Маргіт Шуман         | Віра Зозуля          | Маргіт Граф            |
| 1978 Імст                | Віра Зозуля          | Андреа Фендт         | Ангеліка Шафферер      |
| 1979 Кенігсзее           | Мелітта Зольман      | Елізабет Демляйтнер  | Марія-Луїза Райнер     |
| 1981 Хаммарстранд        | Мелітта Зольман      | Церстін Шмідт        | Віра Зозуля            |
| 1983 Лейк-Плесід         | Штеффі Мартін        | Мелітта Зольман      | Уте Оберхофнер         |
| 1985 Оберхоф             | Штеффі Мартін        | Церстін Шмідт        | Біргіт Вайзе           |
| 1987 Ігльс               | Церстін Шмідт        | Габріела колиш       | Уте Оберхофнер         |
| 1989 Вінтерберг          | Зузі Ердман          | Герда Вайссенштайнер | Уте Оберхофнер         |
| 1990 Калгарі             | Габріела колиш       | Юлія Антипова        | Яна Боде               |
| 1991 Вінтерберг          | Зузі Ердман          | Габріела колиш       | Яна Боде               |
| 1993 Калгарі             | Герда Вайссенштайнер | Габріела колиш       | Доріс Нойнер           |
| 1995 Ліллехаммер         | Габріела колиш       | Зузі Ердман          | Герда Вайссенштайнер   |
| 1996 Альтенберг          | Яна Боде             | Зузі Ердман          | Герда Вайссенштайнер   |
| 1997 Ігльс               | Зузі Ердман          | Яна Боде             | Ангеліка Нойнер        |
| 1999 Кенігсзее           | Зоня Відеман         | Барбара Нідернхубер  | Зюльке Отто            |
| 2000 Санкт-Моріц         | Зюльке Отто          | Барбара Нідернхубер  | Зоня Відеман           |
| 2001 Калгарі             | Зюльке Отто          | Зільке Краусхаар     | Барбара Нідернхубер    |
| 2003 Сигулда             | Зюльке Отто          | Зільке Краусхаар     | Барбара Нідернхубер    |
| 2004 Нагано              | Зільке Краусхаар     | НБарбара Нідернхубер | Зюльке Отто            |
| 2005 Парк-Сіті           | Зюльке Отто          | Барбара Нідернхубер  | Анке Вишневські        |
| 2008 Оберхоф             | Татьяна Гюфнер       | Наталі Гайзенбергер  | Зільке Краусхаар-Пілах |
| 2009 Лейк-Плесід         | Ерін Гемлін          | Наталі Гайзенбергер  | Наталія Якушенко       |
| 2011 Чезано              | Татьяна Гюфнер       | Наталі Гайзенбергер  | Алекс Гоу              |

## Двійки (чоловіки)
| Рік і місце проведення   | Золото                                            | Срібло                                   | Бронза                                            |
| ------------------------ | ------------------------------------------------- | ---------------------------------------- | ------------------------------------------------- |
| 1955 Осло                | Ханс Крауснер Йозеф Талер Австрія                 | Йозеф Іссер Марія Іссер Австрія          | Йозеф Штріллінгер Фріц Нахман ФРН                 |
| 1957 Давос               | Фріц Нахман Йозеф Штріллінгер ФРН                 | Джорджо Піхлер жованні Грабер Італія     | Еріх Рафль Евальд Вальх Австрія                   |
| 1958 Криниця             | Фріц Нахман Йозеф Штріллінгер ФРН                 | Єжи Кошля Яніна Сущевська Польща         | Ришард Пендрак-Янович Халіна Лахета Польща        |
| 1960 Гарміш-Партенкірхен | Райнхольд Фрош Евальд Вальх Австрія               | Херберт Талер Хельмут Талер Австрія      | Хорст Тідге Ханс Плівки ФРН                       |
| 1961 Гіренбад            | Роман Піхлер Енріко Прінот Італія                 | Давид Мородер Раймондо Прінот Італія     | Хельмут Талер Райнхольд Зенн Австрія              |
| 1962 Криниця             | Джованні Грабер Джанпаоло Амброзі Італія          | Фріц Нахман Макс Лео ФРН                 | Манфред Новотний Петро Шкрабалек Чехословаччина   |
| 1963 Імст                | Ришард Пендрак-Янович Люціан кудзу Польща         | Едвард Фендер Мечислав Павелкевіч Польща | Антон Фенір Евальд Вальх Австрія                  |
| 1965 Давос               | Вольфганг Шайдель Міхаель Келер НДР               | Клаус Бонзак Томас Келер НДР             | Хорст Хернляйн Рольф Фукс НДР                     |
| 1967 Хаммарстранд        | Клаус Бонзак Томас Келер НДР                      | Манфред Шмід Евальд Вальх Австрія        | Зігфрід Майєр Ернесто Майєр Італія                |
| 1969 Кенігсзее           | Манфред Шмід Евальд Вальх Австрія                 | Хорст Хернляйном Райнхард Бредов НДР     | Клаус Бонзак Міхаель Келер НДР                    |
| 1970 Кенігсзее           | Манфред Шмід Евальд Вальх Австрія                 | Клаус Бонзак Томас Келер НДР             | Хорст Хернляйн Райнхард Бредов НДР                |
| 1971 Вальдаора           | Пауль Хільдгартнер Вальтер Пляйкнер Італія        | Манфред Шмід Евальд Вальх Австрія        | Хорст Хернляйном Райнхард Бредов НДР              |
| 1973 Оберхоф             | Хорст Хернляйном Райнхард Бредов НДР              | Ханс Рінн Норберт Хан НДР                | Пауль Хільдгартнер Вальтер Пляйкнер Італія        |
| 1974 Кенігсзее           | Бернд Хан Ульріх Хан НДР                          | Хеннінг Шульце Ханс-Йорг Нойман НДР      | Рудольф Шмід Франц Шахнер Австрія                 |
| 1975 Хаммарстранд        | Ханс Рінн Норберт Хан НДР                         | Хорст Мюллер Ханс-Йорг Нойман НДР        | Рудольф Шмід Франц Шахнер Австрія                 |
| 1977 Ігльс               | Ханс Рінн Норберт Хан НДР                         | Карл Бруннер Петер Гшнітцер Італія       | Ханс Бранднер Бальтазар Шварм ФРН                 |
| 1978 Імст                | Дайніс Бремзе Альгарс Крікіс СРСР                 | Валерій Якушин Володимир Шитов СРСР      | Ханс Рінн Норберт Хан НДР                         |
| 1979 Кенігсзее           | Ханс Бранднер Бальтазар Шварм ФРН                 | Ханс Рінн Норберт Хан НДР                | Антон Вінклер Франц Вембахер ФРН                  |
| 1981 Хаммарстранд        | Бернд Хан Ульріх Хан НДР                          | Бернд Оберхофнер Йорг-Дітер Людвіг НДР   | Ханс Штангассінгер Франц Вембахер ФРН             |
| 1983 Лейк-Плесід         | Йорг Хофман Йохен Піцш НДР                        | Хансйорг Рафль Норберт Хубер Італія      | Ханс Штангассінгер Франц Вембахер ФРН             |
| 1985 Оберхоф             | Йорг Хофман Йохен Піцш НДР                        | Рене Келлер Лутц Кюнленц НДР             | Віталій Мельник Дмитро Алексєєв СРСР              |
| 1987 Ігльс               | Йорг Хофман Йохен Піцш НДР                        | Штефан Ільзанкер Георг Хакль ФРН         | Томас Шваб Вольфганг Штаудінгер ФРН               |
| 1989 Вінтерберг          | Штефан Краусс Ян Берендт НДР                      | Хансйорг Рафль Норберт Хубер Італія      | Йорг Хофман Йохен Піцш НДР                        |
| 1990 Калгарі             | Хансйорг Рафль Норберт Хубер Італія               | Курт Бруггер Вільфрід Хубер Італія       | ХЙорг Хофман Йохен Піцш НДР                       |
| 1991 Вінтерберг          | Штефан Краусс Ян Берендт Німеччина                | Івес Манкель Томас Рудольф Німеччина     | Хансйорг Рафль Норберт Хубер Італія               |
| 1993 Калгарі             | Штефан Краусс Ян Берендт Німеччина                | Хансйорг Рафль Норберт Хубер Італія      | Курт Бруггер Вільфрід Хубер Італія                |
| 1995 Ліллехаммер         | Штефан Краусс Ян Берендт Німеччина                | Кріс Торп Гордон Шир США                 | Курт Бруггер Вільфрід Хубер Італія                |
| 1996 Альтенберг          | Тобіас Шігль Маркус Шігль Австрія                 | Кріс Торп Гордон Шир США                 | Герхард Планкенштайнер Освальд Хазельрідер Італія |
| 1997 Ігльс               | Тобіас Шігль Маркус Шігль Австрія                 | Штефан Краусс Ян Берендт Німеччина       | Штеффен Шкельов Штеффен Веллер Німеччина          |
| 1999 Кенігсзее           | Патрік Ляйтнер Александер Реш Німеччина           | Тобіас Шігль Маркус Шігль Австрія        | Марк Грімметт Брайан Мартін США                   |
| 2000 Санкт-Моріц         | Патрік Ляйтнер Александер Реш Німеччина           | Штеффен Шкельов Штеффен Веллер Німеччина | Марк Грімметт Брайан Мартін США                   |
| 2001 Калгарі             | Андре Флоршюц Торстен Вустліх Німеччина           | Штеффен Шкельов Штеффен Веллер Німеччина | Тобіас Шігль Маркус Шігль Австрія                 |
| 2003 Сигулда             | Андреас Лінгер Вольфганг Лінгер Австрія           | Тобіас Шігль Маркус Шігль Австрія        | Пятрік Лайтнер Александер Реш Німеччина           |
| 2004 Нагано              | Патрік Ляйтнер Александер Реш Німеччина           | Андре Флоршюц Торстен Вустліх Німеччина  | Марк Грімметт Брайан Мартін США                   |
| 2005 Парк-Сіті           | Андре Флоршюц Торстен Вустліх Німеччина           | Патрік Ляйтнер Александер Реш Німеччина  | Марк Грімметт Брайан Мартін США                   |
| 2007 Ігльс               | Патрік Ляйтнер Александер Реш Німеччина           | Тобіас Шігль Маркус Шігль Австрія        | Марк Грімметт Брайан Мартін США                   |
| 2008 Оберхоф             | Андре Флоршюц Торстен Вустліх Німеччина           | Тобіас Вендль Тобіас Арльт Німеччина     | Тобіас Шігль Маркус Шігль Австрія                 |
| 2009 Лейк-Плесід         | Герхард Планкенштайнер Освальд Газельрідер Італія | Андре Флоршюц Торстен Вустліх Німеччина  | Марк Грімметт Браян Мартін США                    |
| 2011 Чезано              | Андреас Лінгер Вольфганг Лінгер Австрія           | Крістіан Оберштольц Патрік Грубер Італія | Андріс Шіцс Юріс Шіцс Латвія                      |

## Змішані команди, естафета
| Рік і місце проведення | Золото                                                                                             | Срібло                                                                                                | Бронза |
| ---------------------- | -------------------------------------------------------------------------------------------------- | --- | --- |
| 1989 Вінтерберг        | Хансйорг Рафль Герхард Планкенштайнер Герда Вайссенштайнер Вероніка Оберхубер Норберт Хубер Італія | Йенс Мюллер Рені Фрідль Зузі Ердман Уте Оберхофнер Штефан Краусс Ян Берендт НДР                       | Сергій Данілін Юрій Харченко Юлія Антипова Ірина Кусакіна Євген Білоусов Олександр Бєляков СРСР                      |
| 1990 Калгарі           | Йенс Мюллер Томас Якоб Габріела колиш Зузі Ердман Йорг Хофман Йохен Піцш НДР                       | Арнольд Хубер Норберт Хубер Надія Прінот Герда Вайссенштайнер Хансйорг Рафль Італія                   | Сергій Данілін Андрій Рошілов Юлія Антипова Наталія Якушенко Ігор Любань Генадій Бєліков СРСР                        |
| 1991 Вінтерберг        | Георг Хакль Йенс Мюллер Зузі Ердман Габріела колиш Штефан Краусс Ян Берендт Німеччина              | Роберт Манценрайтер Маркус Прок Доріс Нойнер Ангеліка Тагверкер Герхард Гляйршер Маркус Шмідт Австрія | Арнольд Хубер Герхард Планкенштайнер Наталі Обкірхер Герда Вайссенштайнер Хансйорг Рафль Норберт Хубер Італія        |
| 1993 Калгарі           | Георг Хакль Рене Фрідль Габріела колиш Зузі Ердман Штефан Краусс Ян Берендт Німеччина              | Роберт Манценрайтер Маркус Прок Ангеліка Нойнер Доріс Нойнер Тобіас Шігль Маркус Шігль Австрія        | Арнольд Хубер Герхард Планкенштайнер Наталі Обкірхер Герда Вайссенштайнер Хансйорг Рафль Норберт Хубер Італія        |
| 1995 Ліллехаммер       | Георг Хакль Йенс Мюллер Габріела колиш Зузі Ердман Штефан Краусс Ян Берендт Німеччина              | Арнольд Хубер Армін Цеггелер Наталі Обкірхер Герда Вайссенштайнер Вільфрід Хубер Італія               | Маркус Кляйнханц Маркус Прок Ангеліка Нойнер Доріс Нойнер Тобіас Шігль Маркус Шігль Австрія                          |
| 1996 Альтенберг        | Маркус Прок Маркус Шмідт Ангеліка Нойнер Андреа Тагверкер Тобіас Шігль Маркус Шігль Австрія        | Георг Хакль Йенс Мюллер Яна Боде Габріела колиш Штефан Краусс Ян Берендт Німеччина                    | Вільфрід Хубер Армін Цеггелер Наталі Обкірхер Герда Вайссенштайнер Герхард Планкенштайнер Освальд Хазельрідер Італія |
| 1997 Ігльс             | Маркус Прок Герхард Гляйршер Андреа Тагверкер Ангеліка Нойнер Тобіас Шігль Маркус Шігль Австрія    | Георг Хакль Йенс Мюллер Зільке Краусхаар Зюльке Отто Штефан Краусс Ян Берендт Німеччина               | Вільфрід Хубер Армін Цеггелер Наталі Обкірхер Герда Вайссенштайнер Герхард Планкенштайнер Освальд Хазельрідер Італія |
| 1999 Кёнигсзее         | Маркус Прок Андреа Тагверкер Тобиас Шигль Маркус Шигль Австрія                                     | Роберт Фегг Зильке Краусхаар Андре Флоршюц Торстен Вустлих Німеччина                                  | Георг Хакль Зюльке Отто Патрик Ляйтнер Александер Реш Німеччина                                                      |
| 2000 Санкт-Моріц       | Георг Хакль Зільке Краусхаар Штеффен Шкельов Штеффен Веллер Німеччина                              | Йенс Мюллер Зюльке Отто Патрік Ляйтнер Александер Реш Німеччина                                       | Маркус Прок Ангеліка Нойнер Тобіас Шігль Маркус Шігль Австрія                                                        |
| 2001 Калгарі           | Георг Хакль Зільке Краусхаар Патрік Ляйтнер Александер Реш Німеччина                               | Карстен Альберт Зюльке Отто Штеффен Шкельов Штеффен Веллер Німеччина                                  | Тоні Беншуф Беккі Уілчак Марк Грімметт Брайан Мартін США                                                             |
| 2003 Сигулда           | Георг Хакль Зюльке Отто Патрік Ляйтнер Александер Реш Німеччина                                    | Мартіньш Рубеніс Ганна Орлова Зігмарс Беркольдс Сандріс Берзінс Латвія                                | Райнер Марграйтер Зоня Манценрайтер Андреас Лінгер Вольфганг Лінгер Австрія                                          |
| 2004 Нагано            | Давид Меллер Барбара Нідернхубер Патрік Ляйтнер Александер Реш Німеччина                           | Тоні Беншуф Ешлі Хейден Марк Грімметт Брайан Мартін США                                               | Армін Цеггелер Анастасія Оберштольц-Антонова Крістіан Оберштольц Патрік Грубер Італія                                |
| 2005 Парк-Сіті         | Георг Хакль Зюльке Отто Андре Флоршюц Торстен Вустліх Німеччина                                    | Тоні Беншуф Ешлі Хейден Марк Грімметт Брайан Мартін США                                               | Армін Цеггелер Анастасія Оберштольц-Антонова Крістіан Оберштольц Патрік Грубер Італія                                |
| 2007 Ігльс             | Давид Меллер Зільке Краусхаар-пилах Патрік Ляйтнер Александер Реш Німеччина                        | Армін Цеггелер Сандра Гаспаріні Крістіан Оберштольц Патрік Грубер Італія                              | Даніель Пфістер Ніна Райтмайер Петер Пенц Георг Фішлер Австрія                                                       |
| 2008 Оберхоф           | Фелікс Лох Татьяна Гюфнер Андре Флоршюц Торстен Вустліх Німеччина                                  | Мартін Абентунг Ніна Райтмайер Тобіас Шігль Маркус Шігль Австрія                                      | Гунтіс Рекіс Майя Тірума Андріс Шіцс Юріс Шіцс Латвія                                                                |
| 2009 Лейк-Плесід       | Фелікс Лох Наталі Гайзенбергер Андре Флоршюц Торстен Вустліх Німеччина                             | Даніель Пфістер Ніна Райтмаєр Петер Пенц Георг Фішлер Австрія                                         | Гунтіс Рекіс Майя Тірума Андріс Шіцс Юріс Шіцс Латвія                                                                |
| 2011 Чезано            | Заїзди скасовані                                                                                   | Заїзди скасовані                                                                                      | Заїзди скасовані |